# Тиква
Ти́ква, або лагенарія (лат. Lagenaria), — рід однорічних витких трав'янистих рослин із родини гарбузових. Серед інших назв — індійський кабачок, китайський огірок, пляшковий гарбуз. Також тиква — це посудина для води і вина. Рід — корінний для Африки й містить 6 видів; тиква звичайна інтродукована до Європи, Азії, Австралії, Північної й Південної Америк.

## Етимологія
Родова назва Lagenaria (лагенарія) походить від лат. lagena («пляшка») доданням суфікса -aria. Латинське слово, очевидно, походить від дав.-гр. λάγηνος (пляшка).
Слово тиква присутнє у багатьох слов'янських мовах (д.-рус. тыкы, рос. тыква, болг. ти́ква, сербохорв. ти̏ква, словен. tîkva, чеськ. tykev, словац. tekvica, пол. tykwa), у яких походить від прасл. *tyky (род. відм. *tykъve). Одностайної думки щодо походження слова немає: частина науковців вважає, що слово було запозичено праслов'янською мовою з якоїсь іншої індоєвропейської мови, частина — що не з індоєвропейської.

## Історія
Тиква відома декілька тисячоліть. Як городина відома у тропічних районах Америки, Африки, в південних, посушливих районах Європи. Була добре відомою на землях Молдови та України. У степових місцинах з браком деревини — в допромислову добу тиква після очищення та висушування використовувалася як ємність для збереження харчів (олії, солі, крупи, насіння) та як посуд.

## Біологічний опис

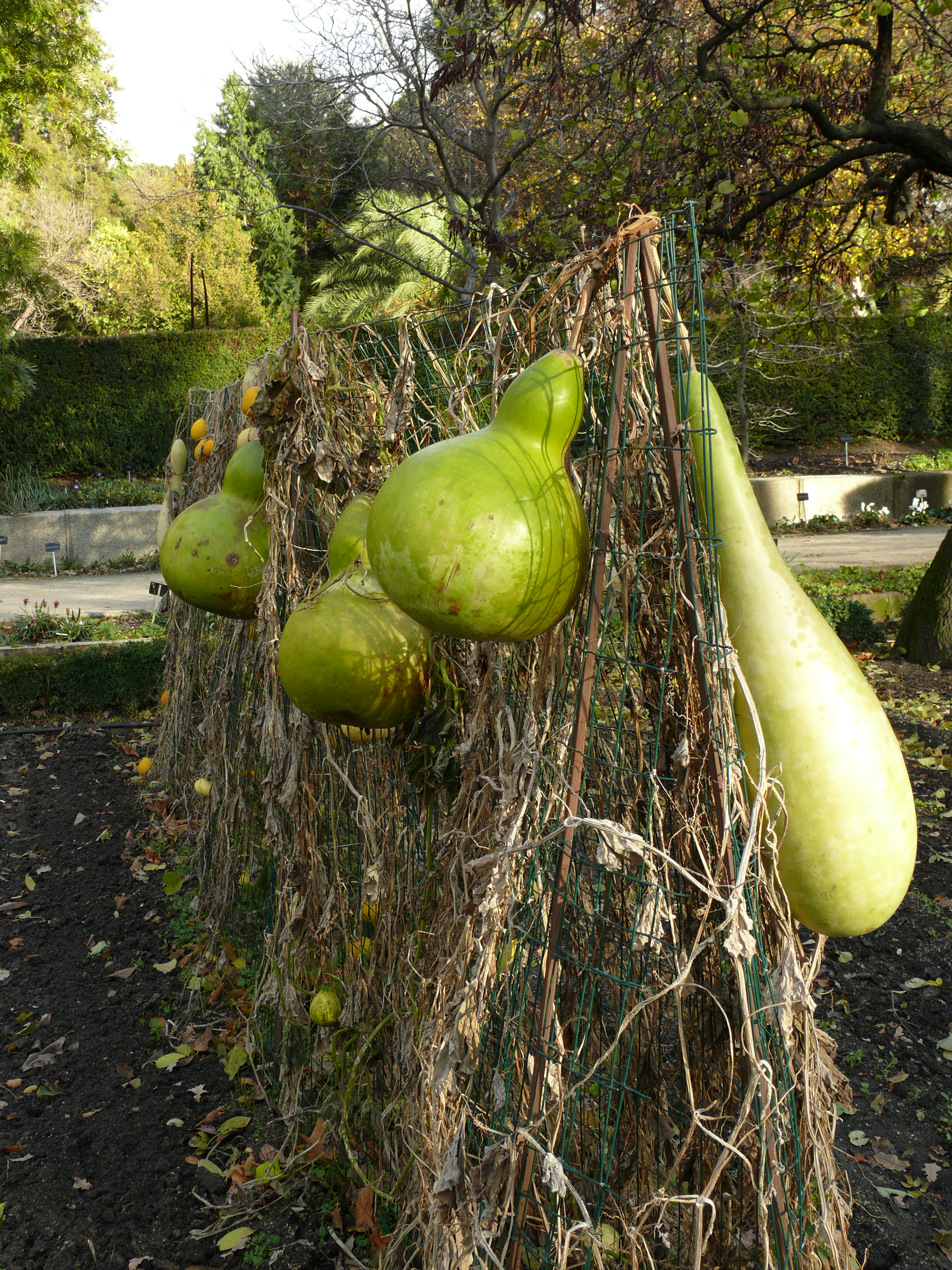
Тиква в Ботанічному саду Мадрида.

Тиква — однорічна рослина. Як і всі гарбузові, тиква — ліана. Основне стебло виростає до 15 метрів завдовжки і крім того розвиваються бічні відгалуження до 3 — 4 метрів. Плоди досягають довжини 2 м при вазі до 7 кг. Ростуть плоди швидко. Цікаво, що, не знімаючи плоду, можна відрізати його частину, необхідну для використання, після чого плід не загниває, а буде рости далі.
Рослина має потужну кореневу систему. Головний її корінь — товстий і проникає в ґрунт на глибину до 80 см, а бічні корені досягають довжини 3 метрів і більше. Тиква швидко утворює не тільки підземні, а й повітряні корені.

## Застосування
Молоді плоди рослини, що мають чудовий смак і дуже високі дієтичні якості, ідуть в їжу. Зрілі плоди використовуються для виготовлення посуду і сувенірів. З лагенарії виготовляють глечики для зберігання сипких продуктів або води (в одну таку посудину входить 5 — 10 кг), миски, кухлі та інше домашня начиння.